# Наглий Марк Іванович
Марк Іванович Наглий (1902 , Дейманівка, Полтавська губернія  — 30 квітня 1970 , Дейманівка, Полтавська область ) — колгоспник, Герой Соціалістичної Праці .

## Біографія
Народився в 1902 році в селі Дейманівка Полтавської області. Закінчив чотири класи школи.
Брав участь у боях Громадянської та Німецько-радянської війнах.
Працював спочатку в особистому господарстві, потім у колгоспі.
У повоєнний час керував колгоспом у селі Харківці Пирятинського району, сільрадою, а пізніше перейшов на роботу ланковим рільничої ланки в колгоспі імені Свердлова того ж району.
Указом Президії Верховної Ради СРСР від 23 червня 1966 року за успіхи, досягнуті в збільшенні виробництва пшениці, жита, гречки, кукурудзи та інших зернових і кормових культур Марку Івановичу Наглому було присвоєно звання Героя Соціалістичної Праці з врученням ордена Леніна та медалі «Серп і Молот».
Померт30 квітня 1970 року у Дейманівці, де і похований.
Був також нагороджений іншими медалями.